# Trichophallus concolor
Trichophallus concolor är en insektsart som först beskrevs av Ludwig Redtenbacher 1891.  Trichophallus concolor ingår i släktet Trichophallus och familjen vårtbitare. Inga underarter finns listade i Catalogue of Life.